# Lev Karakhan
Lev Mikhailovitch Karakhan ou Karakhanian (arménien : Կարախանյան Լեւոն Միքայելի, russe : Лев Михайлович Карахан), né le 20 janvier 1889 à Tiflis (Tbilissi) et mort le 20 septembre 1937 à Moscou, est un diplomate russe d'origine arménienne.

## Biographie
Il fut d'abord membre du Parti ouvrier social-démocrate de Russie à partir de 1904. Par la suite il devint Menshevik et rejoint les bolchéviques en mai 1917.
Avec Mikhail Borodine, il contribue à la révolution chinoise en soutenant le Kuomintang de Sun Yat-sen. En 1924, ministre plénipotentiaire auprès de la république chinoise, il signe à Pékin un accord qui rétablit les relations diplomatiques.
Karakhan fut arrêté et exécuté en 1937 par le bourreau Vassili Blokhine, durant les Grandes Purges. 
Il a été réhabilité à titre posthume en 1956.
Il fut l'époux de Marina Semenova (sa troisième épouse, un mariage civil).

## Postérité littéraire
Dans « Le bal au Kremlin », Curzio Malaparte évoque longuement la personnalité de Lev Karakhan au sein de l’ « aristocratie communiste » du Moscou de 1930.